# Lucyna Langer-Kałek
Lucyna Langer-Kałek (ur. 9 stycznia 1956 w Mysłowicach) – polska lekkoatletka- płotkarka, mistrzyni Europy (1982) w biegu na 100 m przez płotki, halowa mistrzyni Europy (1984) w biegu na 60 m przez płotki, zwyciężczyni Letniej Uniwersjady (1979), brązowa medalistka olimpijska (1980) w biegu na 100 m przez płotki, wielokrotna mistrzyni Polski.

## Kariera sportowa
Karierę rozpoczęła w MKS Tychy (1971-1972), następnie reprezentowała barwy Startu Katowice (1972-1973) oraz GKS Tychy (1974-1985, z przerwą w 1977, kiedy to startowała w barwach Górnika Zabrze).

### Starty międzynarodowe

#### Starty na otwartym stadionie
W 1978 debiutowała na mistrzostwach Europy, zajmując 5. miejsce w biegu na 100 m ppł, z wynikiem 12,98. W tej konkurencji uzyskała w kolejnych latach największe sukcesy. W 1979 zwyciężyła na zawodach Letniej Uniwersjady, z wynikiem 12,62 (drugie miejsce w tym biegu zajęła Danuta Perka), w 1980 została brązowy medal igrzysk olimpijskich, z wynikiem 12,65 (na tych samych zawodach startowała także w sztafecie 4 × 100 m, która zajęła 7. miejsce, z czasem 43,59 - razem z Grażyną Rabsztyn, Zofią Bielczyk i Elżbietą Stachurską), w 1982 została mistrzynią Europy, z wynikiem 12,45. W 1984, w związku z bojkotem igrzysk olimpijskich w Los Angeles, wystartowała jedynie na zawodach Przyjaźń-84, na których zdobyła brązowy medal, z czasem 12,61.
Reprezentowała także Polskę w zawodach Pucharu Europy w 1981 (w półfinale – 4 m. w biegu na 100 m, 4 m. w sztafecie 4 × 100 m, w finale B – 6 m. w biegu na 100 m, 4 m. w sztafecie 4 × 100 m, w finale A – 3 m. w biegu na 100 m ppł, 8 m. w sztafecie 4 × 100 m) oraz w 1983 (2 m. w biegu na 100 m ppł, 7 m. w sztafecie 4 × 100 m). W reprezentacji Europy wystąpiła na zawodach Pucharu Świata w 1981, zajmując 3 m. w biegu na 100 m ppł.

#### Starty halowe
Dwukrotnie startowała na halowych mistrzostwach Europy, w 1982 odpadła w półfinale biegu na 60 m ppł, a w 1984 zdobyła złoty medal w tej samej konkurencji, z wynikiem 7,96.

### Mistrzostwa Polski
Trzykrotnie zdobyła mistrzostwo Polski w biegu na 100 m ppł (1982, 1983, 1984), czterokrotnie wicemistrzostwo Polski w tej samej konkurencji (1977, 1979, 1980, 1981).
Na halowych mistrzostwach Polski wywalczyła dwukrotnie złoty medal w biegu na 60 m ppł (1982, 1984), a także w tej samej konkurencji brązowy medal w 1977.

### Rekordy życiowe
Jej rekord życiowy na 100 m ppł wynosi 12,43 (19 sierpnia 1984) i jest trzecim wynikiem w historii polskiej lekkiej atletyki (po rekordzie Polski Grażyny Rabsztyn wynoszącym 12,36 i 12,37 Pii Skrzyszowskiej) rekord życiowy na 60 m ppł w hali - 7,90 (29 stycznia 1984).
W latach 1978–1984 była klasyfikowana w 1. dziesiątce najlepszych płotkarek na listach światowych, w tym w 1984 jej wynik był najlepszy na świecie (1978 – 7 m. z wynikiem 12,89, 1979 – 2 m. z wynikiem 12,62, przy czym pierwsze miejsce należało również do Polki, Grażyny Rabsztyn, 1980 – 3 m. z wynikiem 12,44, 1981 – 5 m. z wynikiem 12,97, 1982 – 2 m. z wynikiem 12,45, 1983 – 6 m. z wynikiem 12,73, 1984 – 1 m. z wynikiem 12,43; w latach 1982-1984 jej wyniki były najlepszymi w Polsce w danym roku).

### Wyróżnienia
W latach 1982, 1983 i 1984 zwyciężała w rankingu Złotych Kolców. Dwukrotnie znalazła się w pierwszej dziesiątce Plebiscytu Przeglądu Sportowego, w 1982 na drugim miejscu, w 1984 również na drugim miejscu.

### Życie prywatne
Jej mężem był lekkoatleta Leszek Kałek (zm. w 2016), ma troje dzieci. W 1981 ukończyła studia w Akademii Wychowania Fizycznego w Poznaniu. Pracowała jako nauczycielka wychowania fizycznego w Szkole Podstawowej nr 40 w Tychach i III Liceum Ogólnokształcącym w Tychach. Obecnie uczy wychowania fizycznego w I Liceum Ogólnokształcącym im. Leona Kruczkowskiego w Tychach.